# Kara Ben Nemsi

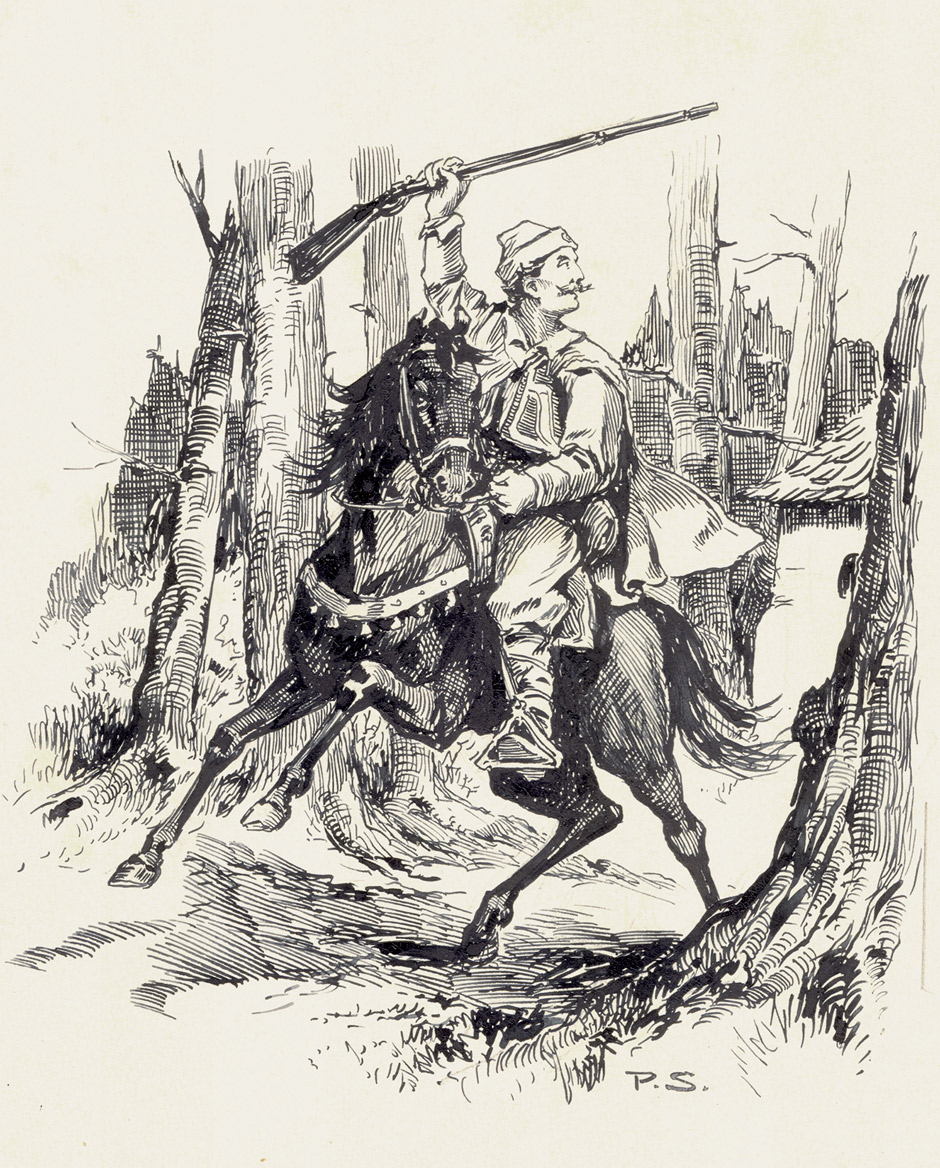
Kara Ben Nemsi illustré par Peter Schnorr

Kara Ben Nemsi est un personnage, le héros et narrateur des romans d'aventure de Karl May se passant dans l'Empire ottoman.
Son nom est composé du turc "Kara", signifiant noir, et de l'arabe "Ben Nemsi", "fils allemand".
Ainsi Kara Ben Nemsi incarne un jeune Allemand qui se déplace habituellement avec des compagnons comme son serviteur Hadschi Halef Omar ou le lord jeune Allemand Sir David Lindsay à travers l'Afrique du Nord, le Proche-Orient, le Soudan ou les Balkans, et toutes sortes d'aventures ainsi que dans sa lutte pour la paix et la justice.
Il partage ainsi beaucoup de points communs avec Old Shatterhand, personnage des romans d'aventure de Karl May se passant en Amérique du Nord.

## Œuvres où apparaît Kara Ben Nemsi
- Les Bannis du désert (Durch die Wuste), 1892-1895
- Durchs wilde Kurdistan (1892)
- Von Bagdad nach Stambul (1892)
- In den Schluchten des Balkan (1892)
- Durch das Land der Skipetaren (1892)
- Der Schut (1892)
- Orangen und Datteln (1893, Anthologie):
  - Eine Ghasuah
  - Nûr es Semâ. – Himmelslicht
  - Christi Blut und Gerechtigkeit
  - Mater dolorosa
- Im Lande des Mahdi III (1896)
- Auf fremden Pfaden (1897, Anthologie):
  - Blutrache
  - Der Kys-Kaptschiji
  - Maria oder Fatima
- Im Reiche des silbernen Löwen I (1898)
- Die "Umm ed Dschamahl" (1898)
- Im Reiche des silbernen Löwen II (1898)
- Am Jenseits (1899)
- Im Reiche des silbernen Löwen III (1902)
- Im Reiche des silbernen Löwen IV (1903)
- Bei den Aussätzigen (1907)
- Abdahn Effendi (1908)
- Merhameh (1909)
- Ardistan und Dschinnistan I (1909)
- Ardistan und Dschinnistan II (1909)

### Films tournés d'après des œuvres de Karl May
- Auf den Trümmern des Paradieses (de) (1920) : Carl de Vogt dans le rôle de Kara Ben Nemsi
- Die Todeskarawane (1920) : Carl de Vogt dans le rôle de Kara Ben Nemsi.
- Die Teufelsanbeter (de) (1921) : Carl de Vogt dans le rôle de Kara Ben Nemsi.
- Durch die Wüste (de) (1936) : Fred Raupach dans le rôle de Kara Ben Nemsi.
- Die Sklavenkarawane (1958) : Viktor Staal dans le rôle de Kara Ben Nemsi.
- Le Lion de Babylone (1959) : Helmuth Schneider dans le rôle de Kara Ben Nemsi.
- Mit Karl May im Orient (de) (1963, Série TV de 6 épisodes) : Harry Walter dans le rôle de Kara Ben Nemsi.
- Au pays des Skipétars (1964) : Lex Barker dans le rôle de Kara Ben Nemsi.
- Mission dangereuse au Kurdistan (Durchs wilde Kurdistan, 1965) : Lex Barker dans le rôle de Kara Ben Nemsi.
- Au royaume des lions d'argent (Im Reiche des silbernen Löwen, 1965) : Lex Barker dans le rôle de Kara Ben Nemsi.
- Kara Ben Nemsi Effendi (de) (1973/75, Série TV de 26 épisodes) : Karl-Michael Vogler dans le rôle de Kara Ben Nemsi.

## Source, notes et références
- (de) Cet article est partiellement ou en totalité issu de l’article de Wikipédia en allemand intitulé « Kara Ben Nemsi » (voir la liste des auteurs).